# Mononogatari
Mononogatari (もののがたり?), también conocida como Malevolent Spirits en inglés, es una serie de manga japonesa escrita e ilustrada por Onigunsō. Fue serializado en la revista de manga seinen Miracle Jump de Shūeisha desde abril de 2014 hasta diciembre de 2015 y más tarde se transfirió a la Ultra Jump, donde continuó desde enero de 2016 hasta junio de 2023. Una adaptación de la serie al anime de Bandai Namco Pictures se estrenó el 10 de enero de 2023. Una segunda temporada se estrenó en julio de 2023.

## Argumento
Hyōma Kunato siente un gran rencor por los espíritus conocidos como tsukumogami, así que lo envían a vivir junto a Botan Nagatsuki para que ella le ayude a ver otro lado de los mismos. Aunque ambos son parte de un clan que se dedica a usar sus poderes divinos para enviar a los espíritus de vuelva a su mundo, las experiencias con esos contenedores de seres de otro mundo son muy diferentes para ambos. A Hyōma le arrebataron a un ser querido, mientras que a Botan la salvaron. ¿Conseguirá ella cambiar su punto de vista?

## Personajes
Hyōma Kunato (岐 兵馬 Kunato Hyōma?)
 Seiyū: Takeo Ōtsuka (actor de voz)
Es un joven del clan Saenome y su trabajo es guiar a los espíritus. Sin embargo, debido a su odio por ellos, fue enviado a la casa Nagatsuki, donde tuvo que vivir con otros tsukumogami y su amo humano. Su odio a los tsukumogami se debe a que uno de ellos asesinó a sus hermanos Hayato y Kusui.
Botan Nagatsuki (長月 ぼたん Nagatsuki Botan?)
 Seiyū: Yūki Takada
Es una joven que vive con seis tsukumogami. Está poseída por un marebito, un semidiós que es el objetivo de la mayoría, si no de todas, las facciones de Saenome, lo que la convierte en una figura muy valiosa en la comunidad. Como tal, está protegida por una ley de neutralidad que evita que otros la ataquen.
Nagi (薙?)
 Seiyū: Chikahiro Kobayashi
Uno de los tsukumogami benevolentes que viven en la casa Nagatsuki. Tiene una personalidad pendenciera y sus palabras son duras. Trata a Botan con respeto llamándola «señorita» y muestra afecto a quienes se preocupan por Botan. Tiene la capacidad de transformar ambos brazos en espadas.
Yū (結 Yū?)
 Seiyū: Reina Ueda
Uno de los tsukumogami benevolentes que viven en la casa Nagatsuki. Yū es una marebito que posee una horquilla de un ajuar nupcial como recipiente, lo que la convierte en una hairpin tsukumogami. Yū tiene la capacidad de convocar diferentes tipos de horquillas grandes, afiladas y con forma de lanza de diferentes variedades. Puede usarlos convencionalmente como lanzas para apuñalar y lanzar como jabalinas. También puede controlarlos de forma remota para moverse en varias trayectorias. Al ser muy devota hacia Botan, Yū se pone celosa cuando la ve junto a Hyōma.
Kagami (鏡?)
 Seiyū: Aimi Tanaka
Uno de los tsukumogami benevolentes que viven en la casa Nagatsuki. Tiene la capacidad de ver a través del espejo que refleja la verdad, como el pasado de una persona o la naturaleza de un objeto, y aparece un espejo circular en la frente cuando se demuestra la habilidad.
Suzuri (硯?)
 Seiyū: Yoshiki Nakajima
Uno de los tsukumogami benevolentes de la casa Nagatsuki que poseyó una piedra de entintar y en su forma humana es un joven cuyo ojo derecho está oculto por su cabello. Ha superado la prueba de cultura turística de primer nivel. Debido a que es una persona de voz suave que llama a las mujeres cada vez que tiene la oportunidad, no es compatible con Hyōma.
Haori (羽織?)
 Seiyū: Miyuki Sawashiro
Una tsukumogami que lleva un haori. Suele ser tranquila y serena, y tiene una personalidad apacible. Por otro lado, como ocurre con otros tsukumogami, no perdonará a nadie que dañe a Botan.
Tsubaki Kadomori (門守 椿 Kadomori Tsubaki?)
 Seiyū: Saori Ōnishi
Es la hija de Taiju Kadomori a quien le encanta pelear y también busca el mismo tsukumogami que mató a los hermanos de Hyōma.
Taiju Kadomori (門守 大樹 Kadomori Taiju?)
 Seiyū: Nobuaki Kanemitsu
Es el jefe de la familia Kadomori y padre de Tsubaki, Shota y Umekichi.
Shota Kadomori (門守 松太 Kadomori Shōta?)
 Seiyū: Shohei Tabuchi
Es el hijo mayor de Taiju Kadomori y guardián de Kioto.
Umekichi Kadomori (門守 梅吉 Kadomori Umekichi?)
 Seiyū: Shinya Takahashi
Es el segundo hijo de Taiju Kadomori y guardián de Kioto.
Kai (挂?)
 Seiyū: Taiten Kusunoki
Es uno de los tres principales tsukumogami de Kioto, Sano no Daigusoku. Es un tsukumogami que ha existido desde principios del período Edo, y aunque era reconocido como una fuerza de combate especial, se temía que fuera demasiado fuerte, por lo que Sai lo selló dentro de la barrera.
Itsuki (斎?)
 Seiyū: Azusa Tadokoro
Es una tsukumogami de Tamagaki, que tiene la apariencia de una niña. Aunque Itsuki tiene un poder de combate bajo y Kai la llama «ineficaz», tiene la capacidad de crear un reino divino y confinar a sus oponentes en él.
Hayato Kunato (岐 隼人 Kunato Hayato?) y Kusui Kunato (岐 鼓吹 Kunato Kusui?)
 Seiyū: Hidenori Takahashi (Hayato), Megumi Han (Kusui)
Los difuntos hermanos gemelos mayores de Hyōma. Hayato era un prodigio autoproclamado en el arte del combate, ya que a la edad de dieciséis años había superado la capacidad de lucha de Zōhei, quien estaba activo en ese momento. Kusui era muy gentil y cuidó a Hyōma en lugar de sus padres. Ambos fueron asesinados y devorados por el tsukumogami Tenjitsu, dándole tiempo a Hyōma para que escapara.
Shigure (時雨?)
 Seiyū: Yoko Hikasa
Es una misteriosa tsukumogami perteneciente a un grupo de tsukumogami sombrilla llamados los Tejedores de Paja (藁座廻, Warazamawashi) que persigue a la familia Nagatsuki para hacerse con Botan, el ser que contiene el alma de marebito, que es la fuente de vida de los tsukumogami.
Kogarashi (凩?)
 Seiyū: Kazuyuki Okitsu
Un tsukumogami sombrilla masculino.
Fubuki (吹雪?)
 Seiyū: Yume Miyamoto
Una tsukumogami sombrilla femenina.
Tenjitsu (天日?)
 Seiyū: Hidenori Takahashi
Un tsukumogami sombrilla masculino. Él fue quien asesinó a los hermanos de Hyōma y devoró sus cuerpos. Años después reaparece ante Hyōma tomando la apariencia de Hayato.
Tsuzumi (鼓?)
 Seiyū: Kōhei Fukuhara
Es un tsukumogami de instrumentos de percusión y ataca objetivos emitiendo ondas desde sus palmas. Sus palabras y acciones son siempre poderosas y claras, y tiene una voz muy fuerte.
Tsumabiki (爪弾?)
 Seiyū: Mika Doi
Es uno de los tres principales tsukumogami de Kioto. Ella es una tsukumogami de instrumentos de cuerda y tiene un profundo deseo de «hacer que la gente escuche música». Aunque inicialmente fue asignada como escolta de Botan, Tsumabiki revela que ella, Tsuzumi y Fukie en realidad estaban colaborando con Shigure y los tsukumogami sombrilla para capturar a Botan, ya que consideran que ella es la llave para abrir la puerta de Tokoyo, el mundo de los espíritus.
Fukie (吹枝?)
 Seiyū: Yusuke Shirai
Es uno de los tres principales tsukumogami de Kioto. Un tsukumogami de instrumentos de viento, toca la flauta para manipular a otros y atacar al objetivo. Quizá porque no habla mucho y tiene mala cara, a menudo se enreda y se le cuestiona sobre sus deberes.
Kōjibako no tsukumogami (麹箱の付喪神?)
 Seiyū: Shizuka Itō
Una tsukumogami en forma de mujer muy alta que trabaja como vendedora de sake, y aunque tuvo una competencia de bebida con Nagi, quien vino en busca de un sake fantasma, parece que perdió la competencia de bebida porque Nagi trajo de vuelta el sake. Más tarde se une a la lucha contra Tsuzumi.

## Contenido de la obra

### Manga
El manga está escrito e ilustrado por Takahiro Wakamatsu. Fue serializado en la revista de manga seinen Miracle Jump de Shūeisha desde el 15 de abril de 2014, hasta la edición del 15 de diciembre de 2015. La serie fue transferida a la revista Ultra Jump, donde continuó desde el 19 de enero de 2016 hasta el 19 de junio de 2023. Shūeisha ha recopilado sus capítulos individuales en dieciséis volúmenes tankōbon. El primer volumen fue lanzado el 19 de marzo de 2015.

#### Lista de volúmenes
| Volúmenes de manga publicados | Volúmenes de manga publicados | Volúmenes de manga publicados |
| Número                        | Fecha de lanzamiento          | ISBN                          |
| ----------------------------- | ----------------------------- | ----------------------------- |
| 1                             | 19 de marzo de 2015           | ISBN 978-4-04-068238-9        |
| 2                             | 17 de abril de 2015           | ISBN 978-4-04-068570-0        |
| 3                             | 18 de diciembre de 2015       | ISBN 978-4-04-069159-6        |
| 4                             | 19 de mayo de 2016            | ISBN 978-4-04-069478-8        |
| 5                             | 19 de diciembre de 2016       | ISBN 978-4-04-069831-1        |
| 6                             | 19 de junio de 2017           | ISBN 978-4-04-065192-7        |
| 7                             | 19 de enero de 2018           | ISBN 978-4-04-065652-6        |
| 8                             | 19 de junio de 2018           | ISBN 978-4-04-064085-3        |
| 9                             | 18 de enero de 2019           | ISBN 978-4-04-064561-2        |
| 10                            | 19 de septiembre de 2019      | ISBN 978-4-04-680044-2        |
| 11                            | 19 de mayo de 2020            | ISBN 978-4-04-680554-6        |
| 12                            | 19 de enero de 2021           | ISBN 978-4-04-064085-3        |
| 13                            | 19 de noviembre de 2021       | ISBN 978-4-08-892114-3        |
| 14                            | 18 de mayo de 2022            | ISBN 978-4-08-892280-5        |
| 15                            | 19 de enero de 2023           | ISBN 978-4-08-892579-0        |
| 16                            | 18 de agosto de 2023          | ISBN 978-4-08-892766-4        |

### Anime
En noviembre de 2021, se anunció que la serie recibirá una adaptación al anime. Es producida por Bandai Namco Pictures y dirigida por Ryūichi Kimura, con guiones escritos por Keiichirō Ōchi, diseños de personajes a cargo de Shiori Fujisawa y música compuesta por John Kanda y XELIK. La serie se estrenó el 10 de enero de 2023 en Tokyo MX y otras cadenas. El tema de apertura es «Koigoromo» (恋衣?), interpretado por Arcana Project, mientras que el tema de cierre es «Rebind», interpretado por True. Crunchyroll obtuvo la licencia de la serie fuera de Asia.
Una segunda temporada se estrenará en julio de 2023.